# رویی-دیدرو (متروی پاریس)
رویی-دیدرو (فرانسوی: Reuilly–Diderot‎) یکی از ایستگاه‌های خط ۱ و خط ۸ متروی پاریس است که در منطقه ۱۲ پاریس واقع شده و در سال ۱۹۰۰ تأسیس شده‌است.

## نگارخانه

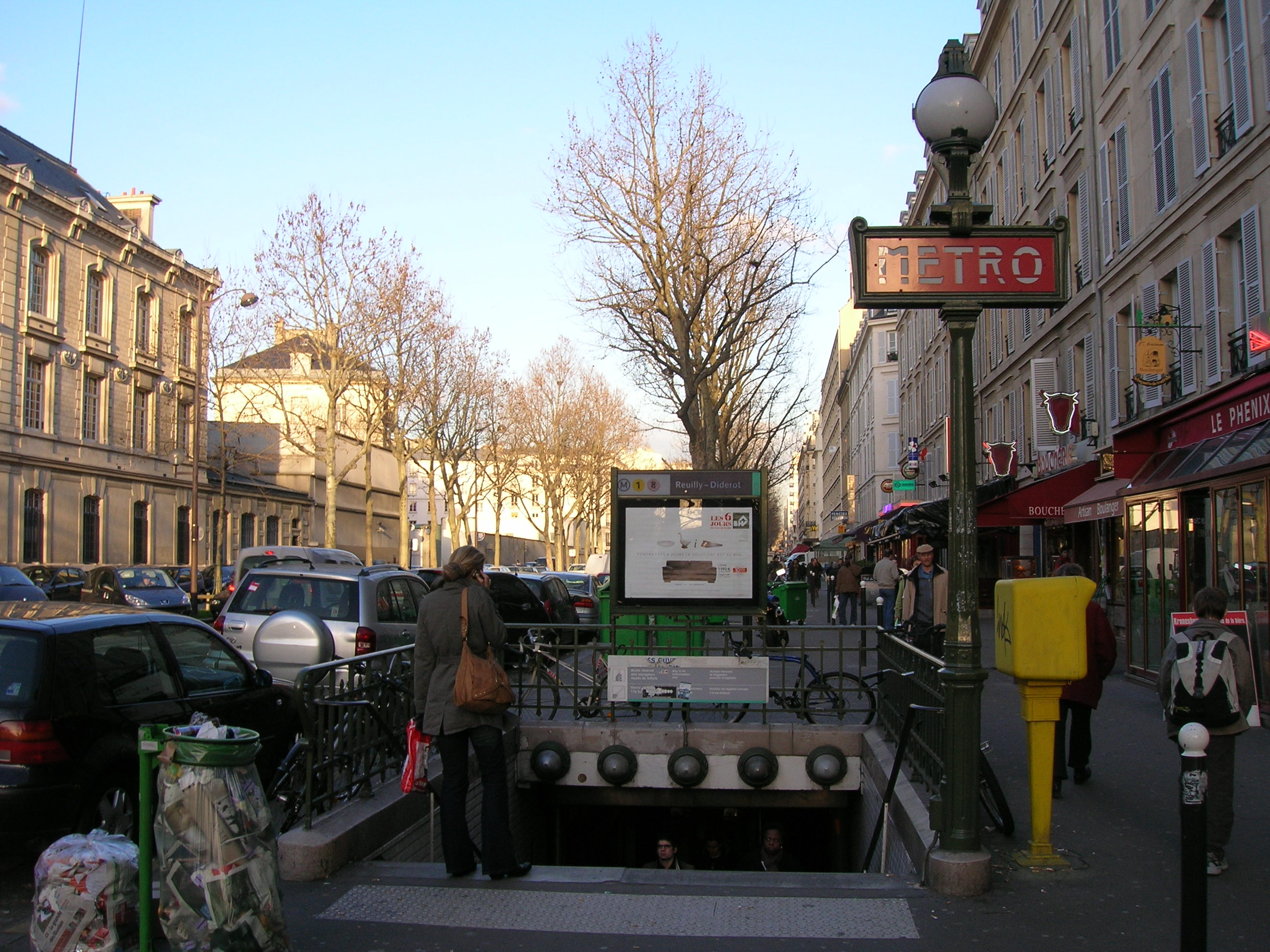
ورودی
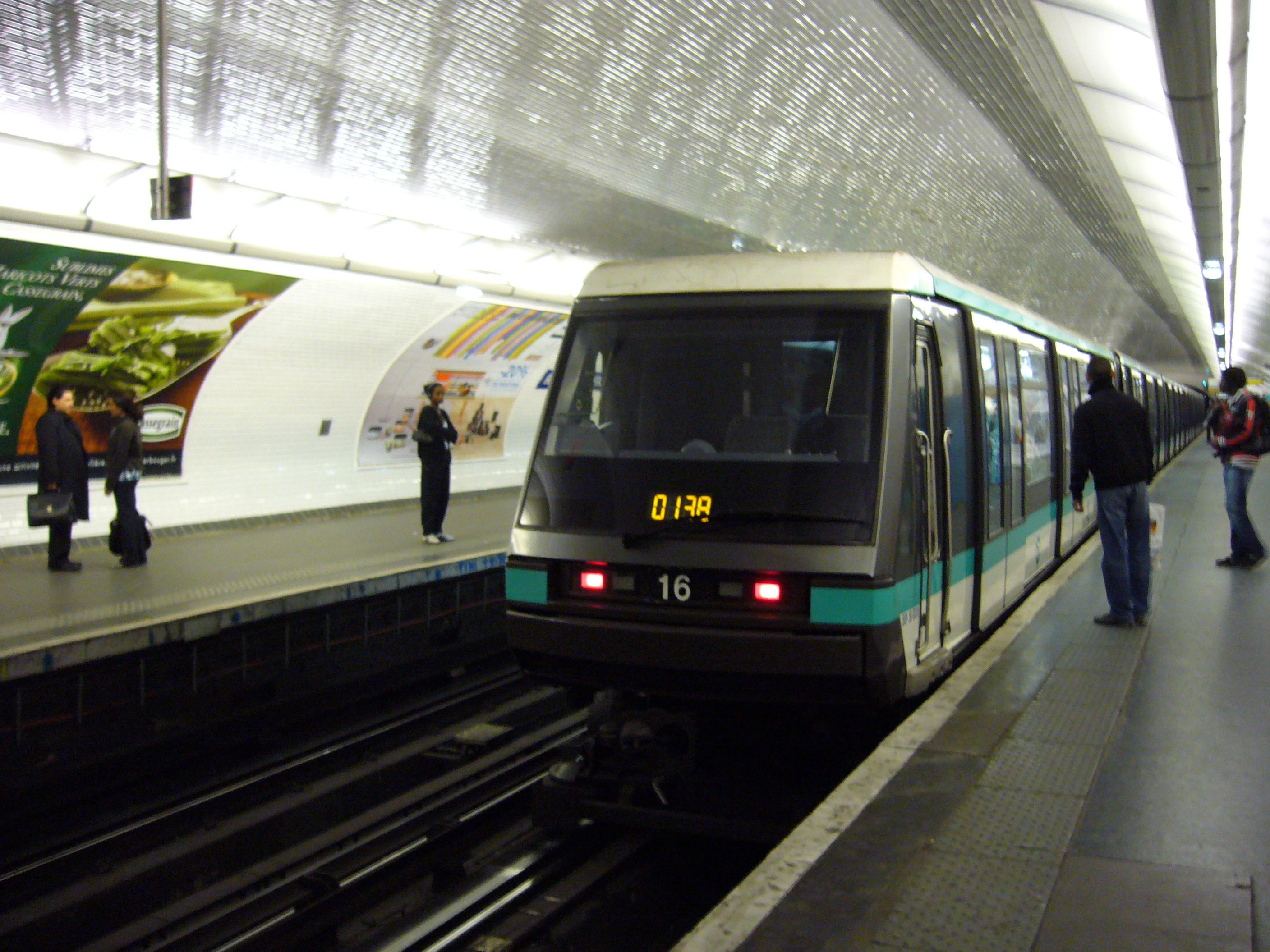
سکو خط ۱
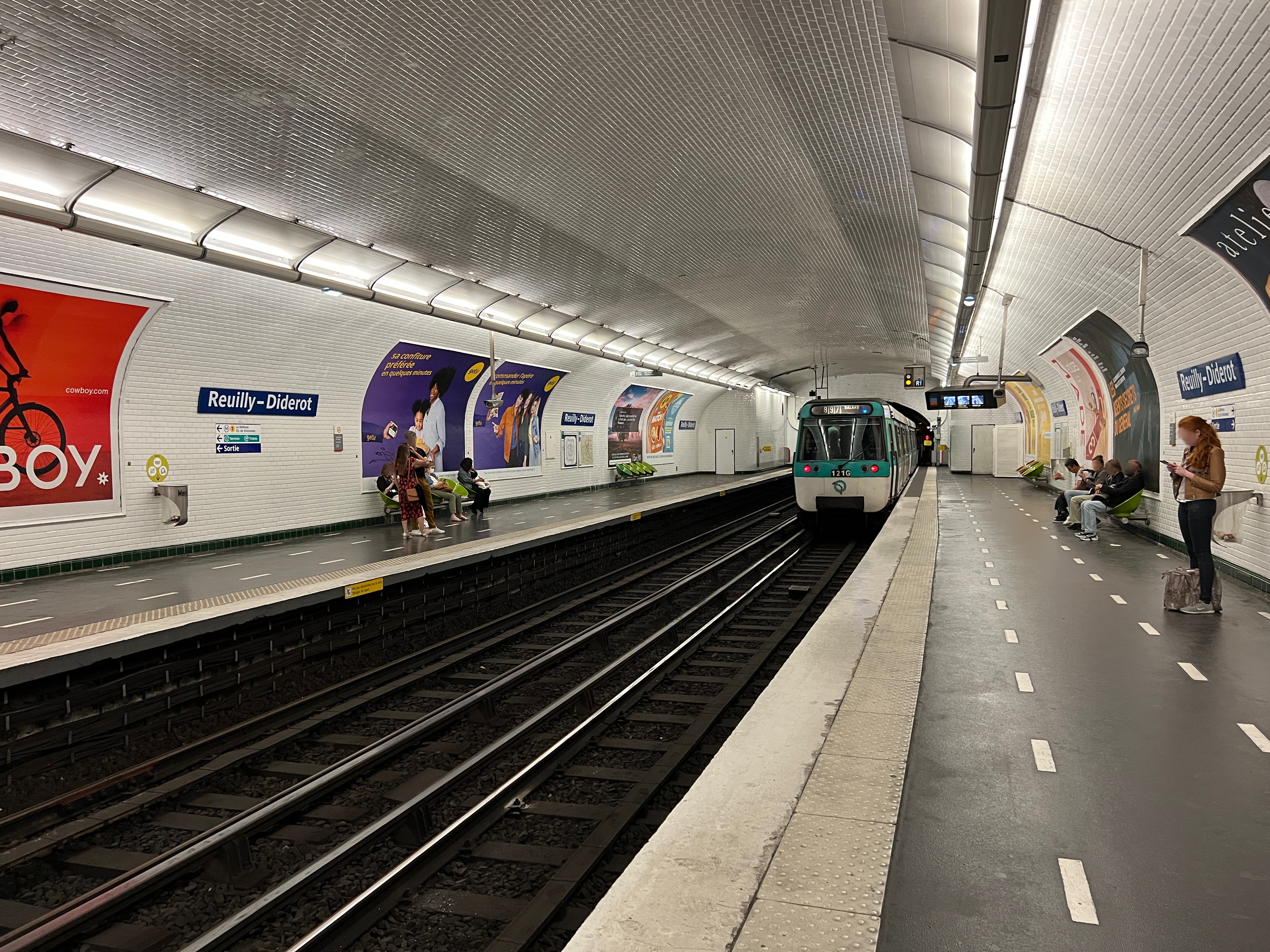
سکو خط ۸